# Barrett Jones
 (février 2025).
Si vous disposez d'ouvrages ou d'articles de référence ou si vous connaissez des sites web de qualité traitant du thème abordé ici, merci de compléter l'article en donnant les références utiles à sa vérifiabilité et en les liant à la section « Notes et références ».
(en) Statistiques sur pro-football-reference
Barrett Jones (né le 25 mai 1990 à Memphis) est un joueur américain de football américain. Il joue actuellement avec les Rams de Saint-Louis.

## Enfance
Jones étudie à la Evangelical Christian School de Memphis, sa ville natale.

## Carrière

### Université
Il entre à l'université de l'Alabama en 2008 et après avoir fait son année de redshirt, il est tout de suite nommé comme offensive guard titulaire pour la saison 2009 qui verra les Crimson Tide remporter le BCS National Championship Game 2009. En 2011, il remporte le Wuerffel Trophy et le Outland Trophy et est sélectionné, avec cinq de ses coéquipiers, dans l'équipe All-America de la saison 2011, durant laquelle il remporte son second championnat national.

### Professionnel
Barrett Jones est sélectionné au quatrième tour du draft de la NFL de 2013 par les Rams de Saint-Louis, au 113e choix.

## Palmarès
- BCS National Championship 2009 et 2011
- Champion de la conférence SEC 2009
- Vainqueur du Wuerffel Trophy 2011
- Vainqueur du Outland Trophy 2011[1]
- Équipe All-America 2011